# Siphocampylus megalanthus
Siphocampylus megalanthus är en klockväxtart som beskrevs av Alexander Zahlbruckner. Siphocampylus megalanthus ingår i släktet Siphocampylus och familjen klockväxter. Inga underarter finns listade i Catalogue of Life.